# Maxillariella prolifera
Maxillariella prolifera är en orkidéart som först beskrevs av Olof Swartz, och fick sitt nu gällande namn av Mario Alberto Blanco och Germán Carnevali. Maxillariella prolifera ingår i släktet Maxillariella och familjen orkidéer.
Artens utbredningsområde är Jamaica. Inga underarter finns listade i Catalogue of Life.